# Luis Estupiñán
Luis Joel Estupiñán García, noto semplicemente come Luis Estupiñán (Esmeraldas, 13 maggio 1999), è un calciatore ecuadoriano, attaccante del Deportivo Cuenca in prestito dall'LDU Quito.

## Caratteristiche tecniche
È un'ala sinistra.

## Carriera

### Club
Cresciuto nel settore giovanile dell'Esmeraldas, nel 2017 passa al Mushuc Runa con cui fa il suo esordio nella seconda divisione ecuadoriana. Il 12 febbraio 2019 debutta in Primera Categoría Serie A nel corso dell'incontro vinto 1-0 contro l'América de Quito e cinque giorni più tardi realizza la rete del momentaneo vantaggio nel match pareggiato 1-1 contro il Deportivo Cuenca. Il 30 gennaio 2020 viene acquistato dell'Universidad Católica.

### Nazionale
Nel 2019 con la nazionale Sub-20 ecuadoriana prende parte al mondiale under-20, arrivando terzo.

## Statistiche
Statistiche aggiornate al 25 novembre 2020.

### Cronologia presenze e reti in nazionale
| Cronologia completa delle presenze e delle reti in nazionale ― Ecuador under 20 | Cronologia completa delle presenze e delle reti in nazionale ― Ecuador under 20 | Cronologia completa delle presenze e delle reti in nazionale ― Ecuador under 20 | Cronologia completa delle presenze e delle reti in nazionale ― Ecuador under 20 | Cronologia completa delle presenze e delle reti in nazionale ― Ecuador under 20 | Cronologia completa delle presenze e delle reti in nazionale ― Ecuador under 20 | Cronologia completa delle presenze e delle reti in nazionale ― Ecuador under 20 | Cronologia completa delle presenze e delle reti in nazionale ― Ecuador under 20 |
| Data                                                                            | Città                                                                           | In casa                                                                         | Risultato                                                                       | Ospiti                                                                          | Competizione                                                                    | Reti                                                                            | Note                                                                            |
| ------------------------------------------------------------------------------- | ------------------------------------------------------------------------------- | ------------------------------------------------------------------------------- | ------------------------------------------------------------------------------- | ------------------------------------------------------------------------------- | ------------------------------------------------------------------------------- | ------------------------------------------------------------------------------- | ------------------------------------------------------------------------------- |
| 29-5-2019                                                                       | Gdynia                                                                          | Ecuador under 20                                                                | 1 – 0                                                                           | Messico under 20                                                                | Mondiali Under-20 2019 - 1º turno                                               | -                                                                               | 90+2’                                                                           |
| Totale                                                                          |                                                                                 | Presenze                                                                        | 1                                                                               |                                                                                 | Reti                                                                            | 0                                                                               |                                                                                 |

## Palmarès

### Club

#### Competizioni nazionali
- Campionato ecuadoriano di seconda divisione: 1

Mushuc Runa: 2018